# 川口浩 (経済学者)
川口 浩（かわぐち ひろし、1951年１0月 - ）は、日本の経済学者。専門は日本経済思想史。社会経済史学会常任理事。

## 略歴
- 1970年 - 早稲田大学高等学院卒業
- 1974年 - 早稲田大学政治経済学部卒業
- 1985年 - 早稲田大学大学院経済学研究科博士課程単位取得満期退学
- 1986年 - 中京大学商学部専任講師
- 1986年 - 中京大学経済学部専任講師
- 1991年 -  中京大学経済学部助教授
- 1994年 - 早稲田大学政治経済学部助教授
- 1996年 - 早稲田大学教授
- 2020年 - 早稲田中学校・高等学校校長に就任
- 現在、早稲田大学政治経済学術院教授(2004年～)を経て名誉教授、 他に早稲田大学野球部部長(2004年～)、 早稲田大学生活協同組合理事長(2014年～)を務める。

## 単著
- 江戸時代の経済思想―「経済主体」の生成 (勁草書房、1992年)
- 熊沢蕃山―まづしくはあれども康寧の福 （ミネルヴァ書房：ミネルヴァ日本評伝選、2023年）

## 共著
- 日本経済の二千年（改訂版）(勁草書房、2006年)
- 日本経済思想史　江戸から昭和（勁草書房、2015年）

## 編著
- 大学の社会経済史―日本におけるビジネス・エリートの養成― (創文社、2000年)
- 日本の経済思想世界―「十九世紀」の企業者・政策者・知識人― (日本経済評論社、2004年)
- 日本の経済思想　時間と空間の中で―（ぺりかん社、2016年）

## 共編著
- 近代移行期経済史の諸問題 (中京大学経済学部付属経済研究所、2000年)
- 高田早苗の総合的研究 (早稲田大学大学史編集所、2002年)
- 日本地域文化ライブラリー1 日向の歴史と文化 (行人社、2006年)
- 石門心学の思想 （ぺりかん社、2006年）
- 堤康次郎と西武グループの形成 (知泉書館、2006年)
- Economic Thought in Early Modern Japan (Brill、2010年)
- 公共する人間3 横井小楠 公共の政を首唱した開国の志士 (東京大学出版会、2010年)

## 所属学会
- 社会経済史学会
- 経営史学会
- 史学会
- 日本歴史学会